# 고태문
고태문(高泰文, 1929년 1월 3일 ~ 1952년 11월 11일)는 대한민국의 군인이다. 제주특별자치도 제주시 구좌읍 한동리 1224에서 출생하였다. 군번은  204432이다. 한국전쟁시 소대장과 중대장으로 참전하여 전투 중 사망하였다.

## 생애

### 요약
고태문 대위는 1929년 1월 제주도 북제주군에서 태어났다. 1941년 일본으로 건너가 공업학교를 졸업한 후 육군에 입대했다. 1951년 8월 24일 제 11사단 제 9연대 7중대 소대장으로 복무할 당시에는 펀치볼 동부의 884고지 탈환작전에 참가하였다.

### 전투상황, 과정
1952년 11월 제 5사단 27연대 9중대장으로 강원도 고성군에 위치한 351고지를 점령 방어하게 되었다. 그러던 중 2개 중대 규모의 적에 공격을 받게 되었는데, 제 1차 공격은 다행히 방어하였지만 재차 공격해 온 적의 방어에는 실패하여 곤경에 처하고 만다.
그러나 고태문 대위가 이끄는 중대는 죽고 사는 것조차 생각할 겨를이 없는 피의 살육전을 벌였고, 적에게 큰 피해를 입혀 마침내 적을 격퇴시키고 말았다.
이처럼 고태문 대위의 과감한 육탄공격을 계기로 884고지를 다시 확보할 수 있었다.
이 전투로 인해 전선에서 적의 위협을 제거함은 물론, 군단이 목표로 한 펀치볼 동쪽에서 적군의 포위 태세를 갖출 수 있게 되었다.
당시 적과 아군이 뒤섞여 있는 상태에서 중대의 철수를 지휘하기는 쉽지 않았다. 그러나 고태문 대위는 마지막까지 남아서 부하들의 철수 작전을 지휘하며 지도력을 발휘했다. 
하지만 안타깝게도 고태문 대위는 '진지를 고수하라'는 마지막 명령만을 남긴 채 끝내 산화하고 말았다.
이후 연대는 작전대로 고지에 포화를 퍼부은 뒤 역습을 감행했고, 351고지를 재탈환하는데 성공하였다. 고태문 대위는 마지막 순간까지 자신을 희생하며 책임을 다했고, 그러한 그의 희생정신이 있었기에 값진 승리를 이루어낼 수 있었다.
정부는 고인의 공훈을 기려 1952년 11월 육군 중위에서 육군 대위로 1계급 특진과 함께 을지무공훈장을 추서하였다.

### 명언
"내가 맨 마지막에 떠나겠다."

## 이달의 호국영웅
전쟁기념사업회에서는 1995년 4월에 100인의 호국인물 중에 한 분으로 고태문 대위를 선정하였고, 1999년 11월에는 ‘이달의 호국인물’로 발표하고 현양행사를 거행하였다. 용사는 제주시 충혼묘지에 안장되어 있다. 

## 고태문 대위 흉상

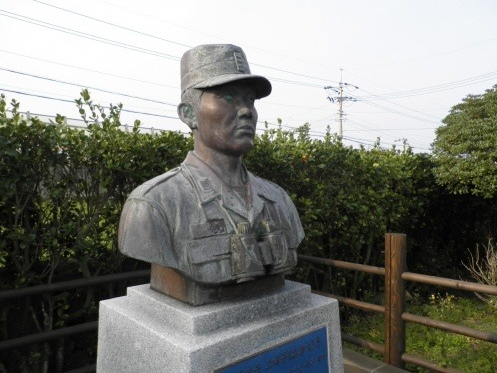
한동초등학교에 건립된 고태문 대위의 흉상

100인의 호국인물로 선정된 고태문 대위는 2008년 건군 60주년을 맞아 군인정신의 표상으로 추앙받는 명장 18명 중 한 명으로 추대됐다. 제주출신 가운데 고태문 대위가 유일하게 명장으로 뽑혔다. 전쟁기념관은 그가 숨진 11월마다 '이달의 호국인물'로 두 차례나 선정했다. 그러나 그의 공훈은 고향에선 잊혀져가고 있었다. 이를 안타깝게 여긴 한동리 주민들은 2001년 6월 한동리 1168번지 한동초등학교 교정에 고태문 대위의 위훈을 기려 흉상을 건립하였다.

## 고태문로
호국영웅 故 고태문 대위(1929년 1월 3일 ~ 1952년 11월 11일))가 살았던 제주시 구좌읍 한동리엔 해안도로를 따라 ‘고태문로’가 조성돼 있다. 명예도로 "고태문로"는 고태문 대위의 희생정신을 후세대들에게 널리 알리고자 고 대위의 출신지역인 구좌읍 한동리 해안도로 2.4km 구간을 명예도로로 지정하고 표지석을 설치한 것이다.

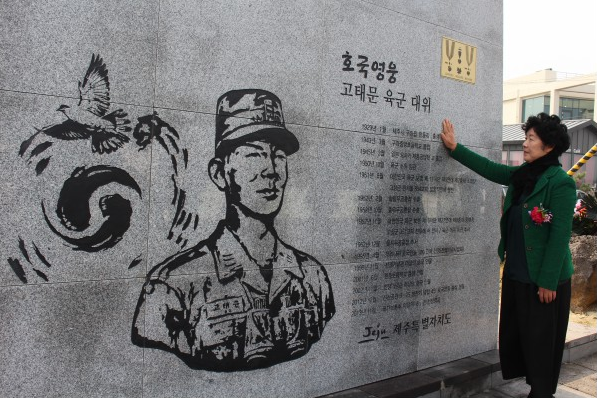
고태문로에 있는 표지석

## 같이 보기
- 6ㆍ25전쟁
- 이달의 호국인물
- 대위
- 제주특별자치도 보훈청

## 참고 문헌
- 국방안보교육진흥원, 《잊혀진 영웅들》 (도서출판 백암, 2014)